# Club Atlético Temperley
Maillots
Dernière mise à jour : 27 août 2011.
Le Club Atlético Temperley est un club argentin de football basé à Temperley.